# Гремо, Матильда
Матильда Гремо (фр. Mathilde Gremaud; род. 8 февраля 2000 года, Фрибур) — швейцарская фристайлистка, трёхкратная чемпионка всемирных экстремальных игр, олимпийская чемпионка и бронзовый призёр (2022), а также серебряный призёр (2018), двукратная чемпионка мира. 

## Карьера
Была участницей чемпионата мира по фристайлу в 2017 году, заняв в финале пятое место.
На ОИ-2018 в дисциплине слоупстайл завоевала серебряную медаль, уступив соотечественнице Саре Хёффлин и опередив британку Изабель Аткин.
Является трёхкратной чемпионкой всемирных экстремальных игр по дисциплине биг-эйр, помимо трёх золотых на играх она завоевывала три серебряные и одну бронзовую медаль.
На чемпионате мира по фристайлу и сноуборду в 2021 завоевала серебро в дисциплине слоупстайл.
На ОИ-2022 завоевала бронзу в биг-эйре, уступив китаянке Эйлин Гу и француженке Тесс Ледё. 15 февраля стала олимпийской чемпионкой в слоупстайле, опередив по лучшим оценкам олимпийскую чемпионку китаянку Эйлин Гу и эстонку Келли Сильдару, но при этом она прошла в финал, заняв последнее 12-е место, которое давало право для участия в финале.
На чемпионате мира 2023 года завоевала золотую медаль в слоупстайле. На чемпионате мира 2025 года в Швейцарии вновь стала лучшей в слоупстайле.

### Зимние Олимпийские игры
| Олимпийские игры | Слоупстайл | Биг-эйр |
| ---------------- | ---------- | ------- |
| 2018 Пхёнчхан    | 2          | н/д     |
| 2022 Пекин       | 1          | 3       |

### Чемпионаты мира
| Чемпионат мира     | Слоупстайл | Биг-эйр |
| ------------------ | ---------- | ------- |
| 2017 Сьерра-Невада | 5          | н/д     |
| 2019 Парк-Сити     | н/д        | 7       |
| 2021 Аспен         | 2          | 24      |
| 2023 Бакуриани     | 1          | 8       |
| 2025 Энгадин       | 1          | 20      |